# Hymedesmiidae
Hymedesmiidae é uma família de esponjas marinhas da ordem Poecilosclerida.

## Gêneros
- Acanthancora Topsent, 1927
- Hamigera Gray, 1867
- Hemimycale Burton, 1934
- Hymedesmia Bowerbank, 1864
- Kirkpatrickia Topsent, 1912
- Myxodoryx Burton, 1929
- Phorbas Duchassaing e Michelotti, 1864
- Plocamionida Topsent, 1927
- Pseudohalichondria Carter, 1886
- Spanioplon Topsent, 1890